# Hisings kontrakt
Hisings kontrakt var ett kontrakt i Göteborgs stift inom Svenska kyrkan. Ingående församlingar omfattade Hisingen samt Göteborgs norra skärgård Öckerö kommun. Kontraktet utökades och namnändrades 2018  till Göteborgs norra kontrakt.
Kontraktskod var 0804.

## Administrativ historik
Kontraktet bildades 1962 av
en del av Älvsyssels södra kontrakt med
- Öckerö församling
- Säve församling som 2010 uppgick i Tuve-Säve församling
- Björlanda församling
- Torslanda-Björlanda församling
- Torslanda församling som 2010 uppgick i Torslanda-Björlanda församling
- Backa församling
- Tuve församling  som 2010 uppgick i Tuve-Säve församling
- Rödbo församling  som 2010 uppgick i Tuve-Säve församling

en del av Domprosteriet med
- Lundby församling
- Biskopsgårdens församling som 2010 uppgick i Torslanda-Björlanda församling
- Brämaregårdens församling som 2010 uppgick i Lundby församling

1995 bildades
- Brunnsbo församling som 2010 uppgick i Backa församling
- Bäckebols församling  som 2010 uppgick i Backa församling